# Eduard-Strelzow-Stadion
Das Eduard-Strelzow-Stadion (russisch Стадион имени Эдуарда Стрельцова ‚Stadion imeni Eduarda Strelzowa‘) war ein Fußballstadion mit Leichtathletikanlage in der russischen Hauptstadt Moskau. Es war die Heimspielstätte des Fußballvereins Torpedo Moskau.

## Geschichte
Die 1960 eröffnete Anlage lag im südlichen Verwaltungsbezirk im Stadtteil Danilowski am Ufer der Moskwa. Sie wurde für ZIL, einem ehemaligen Hersteller von Lastkraftwagen, Omnibussen und Personenkraftwagen, gebaut. Der Bau war seit 1997 nach dem Torpedo-Spieler Eduard Strelzow (1937–1990) benannt, der den Beinamen „Russischer Pelé“ trug. Das Stadion verfügte über zwei nicht überdachte Tribünen auf den Längsseiten und bot 13.450 Zuschauern Platz. Anfänglich besaß es nur eine Haupttribüne im Osten. 1976 kam der Rang im Westen hinzu. Ab 1978 bis 1997 trug Torpedo Moskau seine Heimspiele hier aus, bis man in das Olympiastadion Luschniki wechselte. 1998 wurde es zu einem Sitzplatzstadion umgebaut. Zwischen 2010 und 2013 sowie von 2017 bis 2021 spielte Torpedo wieder hier. Zwischenzeitlich wurde die Sportstätte auch vom FK Moskau sowie der 2003 durch ZIL erneut gegründeten FK Torpedo-ZIL Moskau genutzt. 
Am 26. April 2019 kündigte Torpedo Moskau die Modernisierung der Sportstätte an. Der Entwurf des französischen Büros Michel Rémon & Associés wurde für die Umsetzung ausgewählt. Michel Rémon war u. a. in den 2000er Jahren für die Umbaupläne des Stade Auguste-Delaune in Reims verantwortlich. Die ursprünglichen Pläne sahen einen Baubeginn im zweiten Quartal 2020 vor. Ein leichter Anstieg der Zuschauerkapazität auf 15.070 Plätze war vorgesehen. Ab Ende 2021 begann der vollständige Abriss. An gleicher Stelle soll bis 2025 ein neues Stadion entstehen. Verantwortlicher Bauträger ist der Milliardär Roman Awdejew.

## Sportveranstaltung
Im Jahr 1984 fanden auf dem Stadion Spiele der U-19-Fußball-Europameisterschaft statt.
Im Jahr 2006 wurden auf dem Stadion Gruppenspiele sowie zwei Viertelfinale der U-20-Fußball-Weltmeisterschaft der Frauen ausgetragen.
Am 26. September 2012 wurde auf dem Stadion ein Achtelfinalspiel des russischen Pokals zwischen den Moskauer Mannschaften „Torpedo“ und „Dinamo“ ausgetragen, das in einem Skandal endete. Das Spiel wurde beim Stand von 2:1 für Dinamo abgebrochen, nachdem es zweimal aufgrund von Unruhen auf den Rängen unterbrochen worden war. Zwei Tage später wertete das Kontroll- und Disziplinarkomitee des Russischen Fußballverbands (KDK RFS) das Spiel als technische Niederlage für Torpedo mit 0:3 und verhängte eine Geldstrafe in Höhe von 300.000 Rubel. Beide Vereine mussten zusätzlich jeweils 200.000 Rubel zahlen, weil ihre Fans Pyrotechnik eingesetzt hatten. Die drei folgenden Heimspiele von Torpedo in der FNL wurden ohne Zuschauer ausgetragen.
In der Saison 2012/13 fand auf diesem Stadion nur ein einziges Spiel der Premjer-Liga statt, und zwar am 26. Mai 2013 in der 30. Spielrunde zwischen dem Moskauer „Spartak“ und „Alanija Wladikawkas“.
Im Jahr 2013 wurden auf dem Stadion Spiele eines kombinierten Turniers ausgetragen.

## Galerie

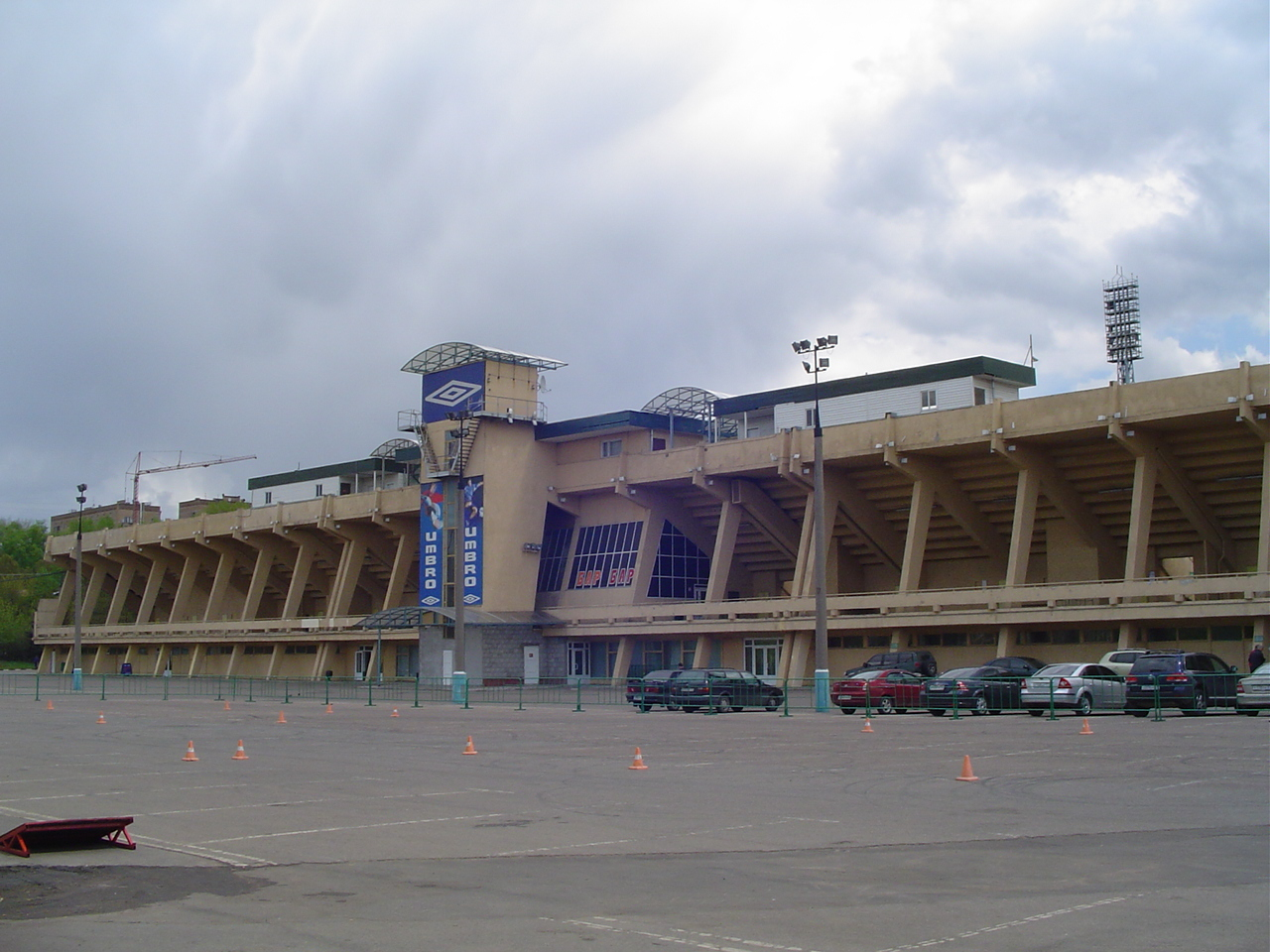
Die Fassade der Haupttribüne (Mai 2007)
Denkmal von Eduard Strelzow auf dem Stadiongelände (Juli 2008)
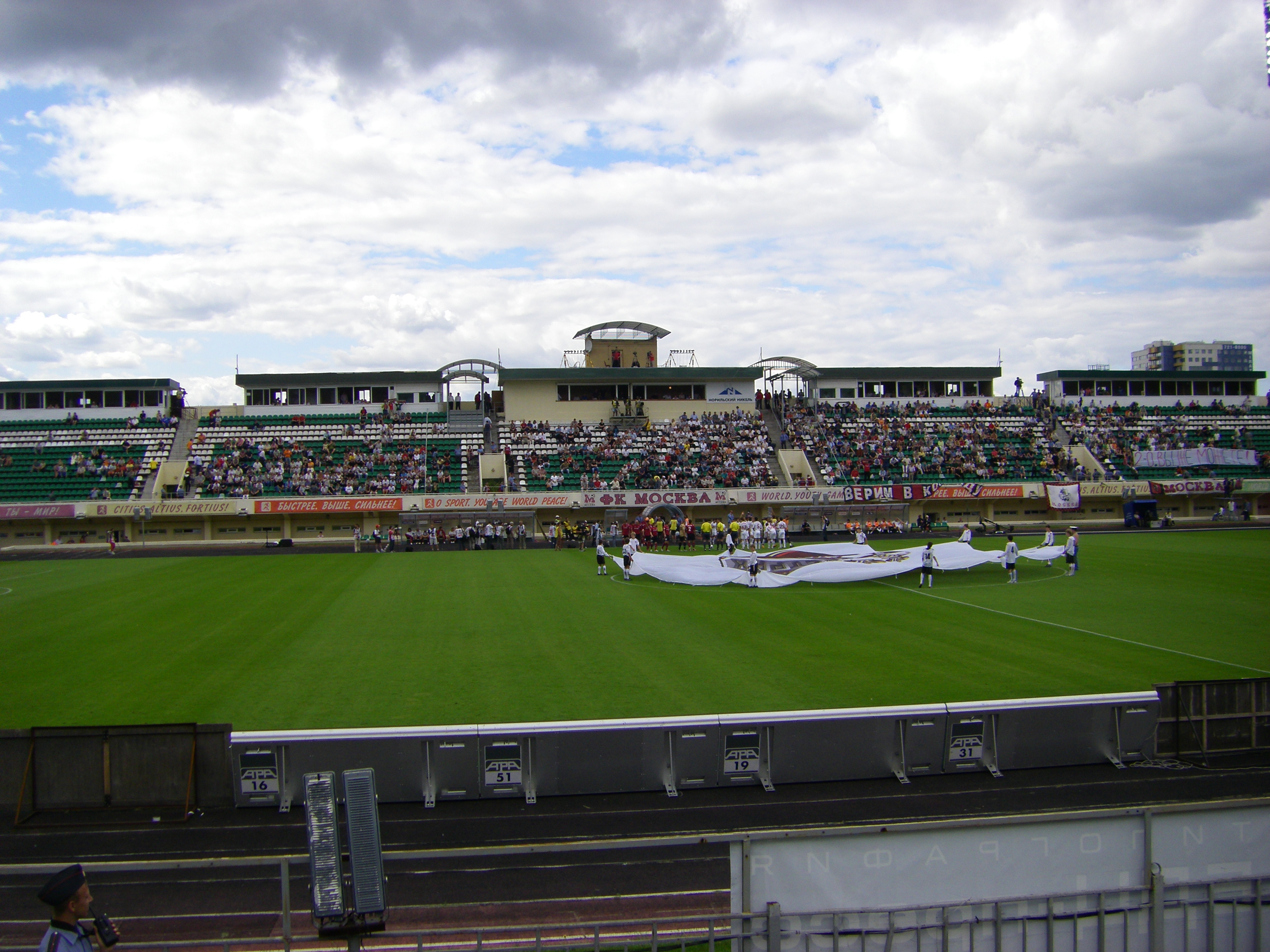
Innenansicht mit Blick auf die Haupttribüne (August 2008)